# 多血小板血漿
多血小板血漿（たけっしょうばんけっしょう、英:Platelet-rich plasma, 略称:PRP）は、血小板に富む血漿濃縮物である。血液中の血漿を遠心分離によって調整したもの。血小板の濃度は本来の2-7倍となる。赤血球は除去されている。PRPには、800以上の可溶性のタンパク質や分子が含まれ、成長因子が豊富に含まれる。これまでに報告されている副作用は注射に伴う痛みなどで少ないとされる。

## 医療
PRPがよく用いられている領域には、骨格や結合組織の再生、口腔や顔がある。成長因子を増加させることで治癒プロセスを高め、修復を促進する。自分の細胞を使用するので安全だとみなされている。

### 投与方法
一般に注射される。

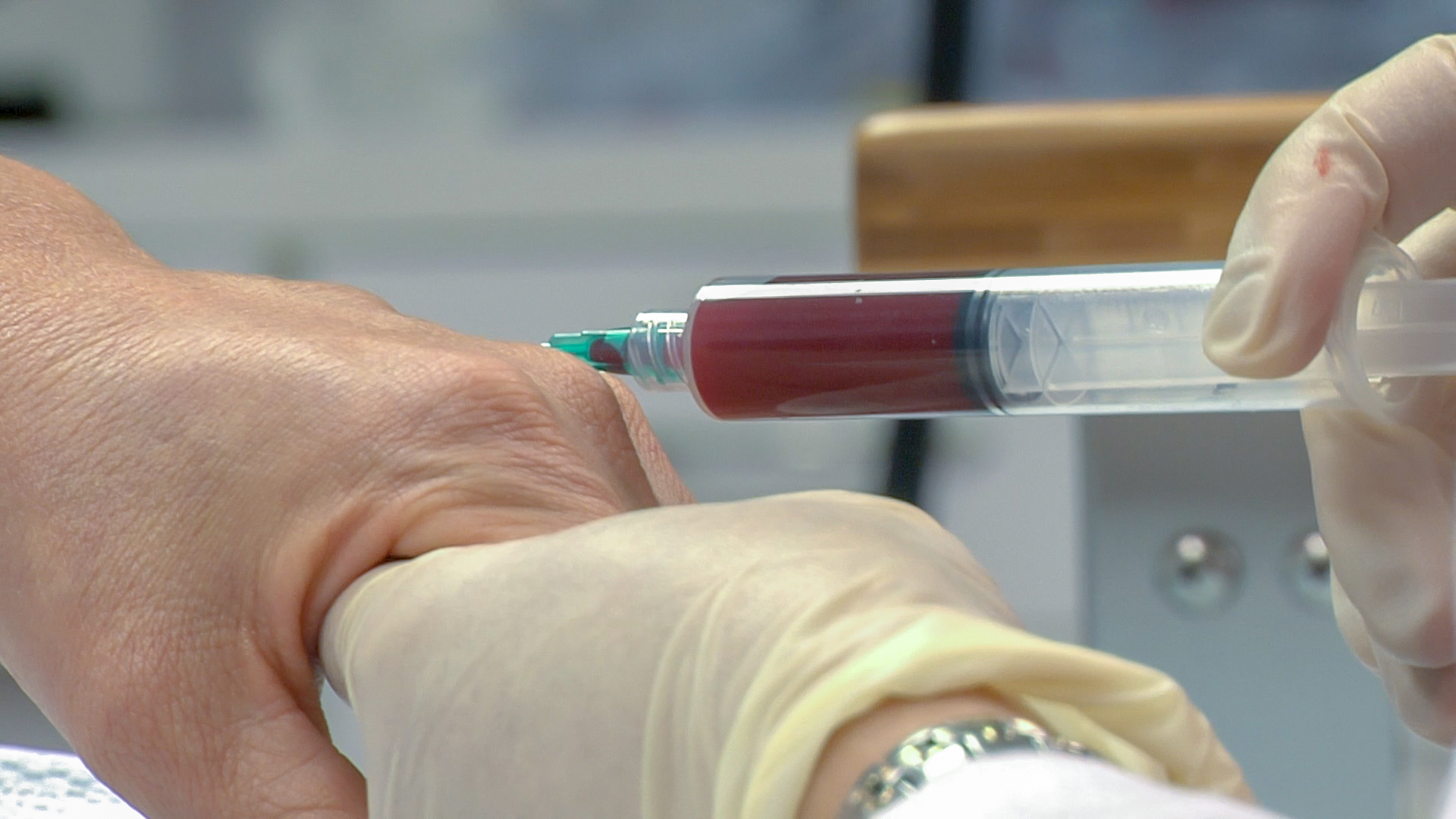
手への注射によるPRPの投与。

分子量が500ダルトンを超えると皮膚の角質層を通過できないとされ、「500ダルトンの法則」と呼ばれているが、PRPは分子量が多く水溶性であるため、脂質が豊富な角質層ではさらに不利である。これを迂回するために、PRPの美容的な利用では注射のほかに一般にマイクロニードリングが使われるが、ほかにイオン導入、エレクトロポレーション、マイクロニードル、超音波導入なども使われる。またマイクロインジェクション。

## 有効性
強い証拠のあるエビデンスレベル1Aの疾患では、外側上顆炎、変形性膝関節症、足底筋膜炎、回旋腱板腱症の治療に対してである（2019年）。皮膚科においては難治の糖尿病性足部潰瘍ではエビデンスレベル1Bの証拠があり、その他は2以下であった（2019年）。
変形性関節症では、主にヒアルロン酸と比較した9件のランダム化比較試験 (RCT) があり、中期（12か月）までの痛みの改善に比較された治療法よりPRPの方が効果があるが、全体的にエビデンスレベルは低く、質の高いRCTの実施が必要である（2019年）。顎関節症では研究は少ないが有望な有効性を報告している（2019年）。慢性腰痛ではRCTが1件しかなく証拠が欠けている（2019年）。
男性型脱毛症 (AGA) では9件のRCTがあり、有効とするのは7件であり、有望だが治療手順は統一されておらず最適に使用するための標準化が必要である（2019年）。
2019年のレビューでは、10件の試験管研究と1件の動物研究から、抗菌作用があり特に口腔、歯肉、歯周感染症に利用できるが、臨床的に有効かはさらに調査される必要がある。
成長因子は分子量1000ダルトンを超え、多いものでは6万ダルトンであり、1人での実験ではマイクロニードリングを使っても浸透していなかった。しかし実際には、ニキビによる瘢痕に対してマイクロニードリング後にPRPを使った研究が4件あり、マイクロニードリング単独より効果を上げている（2019年）。

### 美容
美容における若返りの目的ではその効果を証明した研究がほとんどないため試験が計画され、2016年にランダム化比較試験 (RCT) の結果が報告されたが、40代の20名で顔に1回注射し、偽薬に比較して真皮コラーゲン濃度を有意に上昇させた。続いて20人のRCTで、注射でのPRPか成長因子（EGF、IGF-1、bFGF、GHK-Cuなど含有）を顔半面に割り当て6回施術し、半年後、共に表皮・真皮の厚みに有意な改善があった。光老化の24人でのRCTで、マイクロニードリングのみか、併用してPRPか15%濃度のトリクロロ酢酸 (TCA) によるピーリングを6回施術し、異常な組織化コラーゲンはいずれでも減少し、表皮の厚みではTCA併用、真皮の改善ではPRP併用がより良好であった。光老化の19人でのRCTで1回注射し、6か月後、皮膚科医による評価に偽薬の生理食塩水との差はなく、被験者による評価ではPRPがシワを改善した。

## 副作用
2018年のレビューでも、唯一の副作用は注射による痛みと腫れで、全体的な有害な反応は非常に少ない。しかしさらなる調査は必要である。

## 調整法

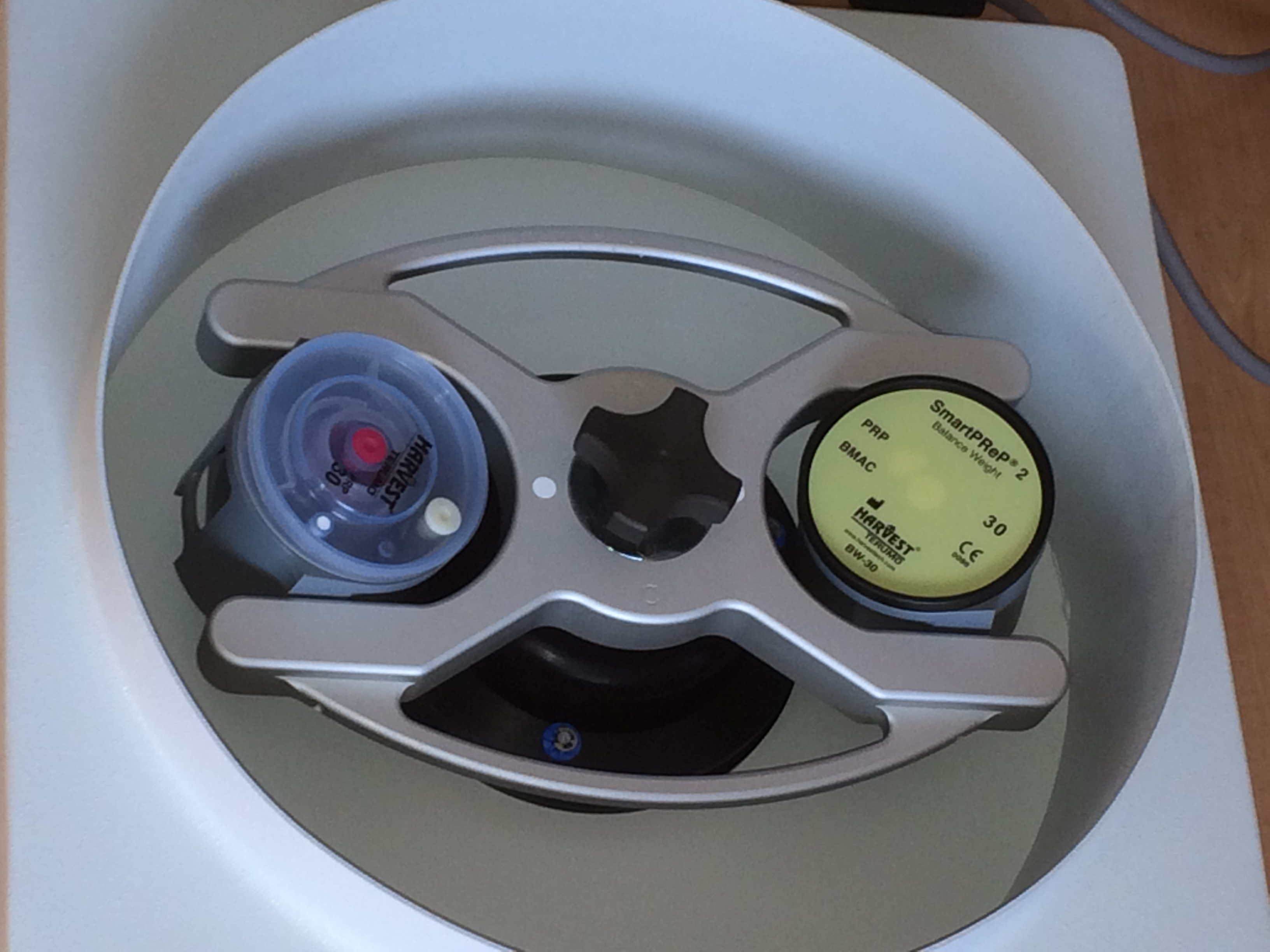
遠心分離機。血液を遠心分離してPRPが調整される。

PRPの調整法は、単なる遠心分離、二重遠心分離、選択的ろ過など様々である。一般的には赤血球を遠心分離し、それから遠心分離によって血小板を濃縮する。迅速に分離できる。調整方法に対する合意がない。
別の治療法である競合する幹細胞治療では、数週間の培養が必要である。

## 構成物
血小板は800以上の可溶性のタンパク質や分子を含んでおり、それらは成長因子、サイトカイン、ケモカイン、膜タンパク質、メッセンジャー分子、代謝産物といったものである。成長因子が豊富である。
別の治療法である競合する幹細胞治療では、特定の成長因子とサイトカインを産生する。

## 歴史
ラットでの創傷治癒の報告では1970年までさかのぼる。1970年代にPRPの用語が登場した。医療での利用は、Whitmanが口腔領域において1997年に最初に報告した。